# Злая (мюзикл)
«Злая» (англ. Wicked, произносится [ˈwɪkɪd]) — мюзикл авторства Стивена Шварца (музыка и тексты песен) и Уинни Хольцман (либретто), основанный на романе Грегори Магвайера «Злая: Жизнь и приключения Злой Западной Ведьмы». События мюзикла происходят параллельно с сюжетами художественного фильма 1939 года «Волшебник страны Оз» и романа «Удивительный волшебник из страны Оз» Лаймена Баума. Повествование ведётся от лица двух ведьм страны Оз: Эльфабы, девушки-изгоя с зелёной кожей, будущей Злой Ведьмы Запада, и Глинды (ранее Галинды), привлекательной и амбициозной девушки, ставшей впоследствии Доброй Ведьмой Севера; в мюзикле рассказывается история взросления двух девушек, их соперничества в борьбе за одного возлюбленного, а также борьбе с тиранией Волшебника, усилиями которого жители страны Оз были настроены против Эльфабы. События разворачиваются до и после прибытия Дороти в страну Оз и включают в себя ссылки на места и персонажей фильма 1939 года и романа Баума. 
Постановкой мюзикла занималась компания Universal Pictures в сотрудничестве с продюсерами Марком Платтом и Дэвидом Стоуном, режиссёром Джо Мантелло и хореографом Уэйном Чиленто. Премьера «Злой» состоялась в бродвейском театре «Гершвин» в октябре 2003 года после предварительной постановки в театре Curran Theatre в Сан-Франциско в мае того же года. В оригинальной бродвейской версии главные роли Эльфабы и Глинды исполнили Идина Мензель и Кристин Ченовет соответственно, а роль Волшебника досталась Джоэлу Грею. Мюзикл был раскритикован The New York Times и получил смешанные отзывы от остальных рецензентов, однако стал популярным среди поклонников жанра.  Успех на Бродвее в течение пяти лет привёл к появлению пяти других постановок мюзикла в Северной Америке, двум турам в рамках страны, а также постановке в британском театре Вест-Энда и нескольким международным адаптациям мюзикла. 
Бродвейская постановка была номинирована на премию «Тони» в десяти номинациях, выиграв в трёх из них; мюзикл стал обладателем премий «Драма Деск», «Грэмми», премии Лоренса Оливье за британский вариант постановки и шести премий Роберта Хелпмана за японский, австралийский и немецкий варианты.  С момента дебюта в октябре 2003 года мюзикл побил рекорды по кассовым сборам; установил рекордно высокий уровень сборов за неделю показа в Лос-Анджелесе, Чикаго, Сент-Луисе и Лондоне и стал самым быстро раскупаемым мюзиклом Вест-Энда, билеты на который за первый час были проданы на сумму 100 тыс. фунтов стерлингов. На Бродвее было дано 3492 спектакля, а 11 октября 2011 года мюзикл отметил своё восьмилетие, став тринадцатым по количеству спектаклей шоу Бродвея.

## Концепция и создание
Композитор и автор текстов Стивен Шварц впервые ознакомился с выпущенной в 1995 году книгой «Злая: Жизнь и приключения Злой Западной Ведьмы» писателя Грегори Магвайера во время отпуска и отметил её потенциал для театральной адаптации. Однако сам Магвайер передал права на роман компании Universal Pictures, планировавшей создание полнометражного художественного фильма. Шварц встретился с Уинни Хольцман 20 января 1998 года и обсудил планы написания либретто для возможного мюзикла. Встреча Шварца с Магвайером произошла в Коннектикуте в ноябре 1998 года, и Шварц убедил автора разрешить адаптировать произведение для сцены и привлечь Марка Платта из Universal к работе над проектом в качестве продюсера. Платт пригласил к сотрудничеству Дэвида Стоуна и официально подписал контракт с Universal. Черновой сценарий был готов уже в ноябре 1999 года.
Действие романа происходит в Стране Оз до прибытия туда Дороти Гейл из Канзаса, а сюжетные линии затрагивают политические, социальные и этнические вопросы, проблему взаимоотношений добра и зла. История сосредоточена на Эльфабе и Глинде. Первая — умная, но трудно адаптируемая к социуму молодая девушка с зелёной кожей, будущая Злая Ведьма Запада; вторая — привлекательная, «типичная во всех отношениях блондинка», впоследствии — Добрая Ведьма Севера, а в романе Фрэнка Баума «Удивительный волшебник из страны Оз» 1900 года — Добрая Ведьма Юга. Повествование поделено на пять глав в зависимости от места действия, а сами события происходят параллельно с романом Баума, а также его киноадаптацией 1939 года.
Шварц искал способ уместить обширный сюжет романа в театральный сценарий, при этом не упустив важные моменты. С этой целью в течение года он работал в сотрудничестве с обладателем «Эмми», писателем и сценаристом Уинни Хольцман. Во время встреч с Платтом он уточнял детали, убеждая его добавить собственное видение некоторых моментов, а не в точности переносить роман Магвайера. В итоге, хотя спектакль позиционируется как переложение романа Магвайера и фильма 1939 года, его сюжетная линия и структура выходят за рамки, установленные оригиналом. «Воспользоваться этой ненавистной фигурой и вести повествование от её лица было блестящей идеей, равно как и сделать двух ведьм соседями по колледжу и следить, как развивается их дружба — и даже весь сюжет — прямо на сцене», — прокомментировал Хольцман. Шварц одобрил отклонения от оригинала, отметив, что первоочередная задача их как авторов — показать отношения между Глиндой и Эльфабой, «дружбу двух женщин и то, как их характеры привели к двум совершенно разным судьбам». В дополнение к этому изменения включают появление Фиеро, романтического интереса двух ведьм, в качестве выжившего Страшилы; Нессароза, сестра Эльфабы, передвигается в инвалидном кресле, в то время как в книге Магвайера она родилась без рук; введение сюжетной линии отношений студента Бока и Нессарозы, хотя в книге они никак не связаны и Бок влюблён в Глинду. Кроме того, изменён финал мюзикла, где Эльфаба, в отличие от оригинала, выживает.
Либретто, тексты и музыка были созданы Шварцем и Уинни Хольцман во время серии прочтений оригинала в 1999—2000 годах; на роль Глинды была приглашена актриса Кристин Ченовет, сыгравшая её и в оригинальной постановке. В качестве Эльфабы на начальном этапе была задействована Стефани Джей Блок, а в конце 2000 года её место заняла Идина Мензель. Первое чтение с участием Мензель состоялось 14 декабря 2000 года, после чего она вошла в актёрский состав. Основная работа по подготовке началась в начале 2000-х, когда создатели пригласили к работе продюсера Дэвида Стоуна. В качестве режиссёра к ним присоединился Джо Мантелло, в качестве хореографа — Уэйн Чиленто, а обладатель «Тони», дизайнер Юджин Ли занялся визуальным оформлением. Ему принадлежит идея поместить на задний план сцены огромный циферблат, на фоне которого разворачиваются события. Ли также использовал в работе оригинальные рисунки иллюстратора Уильяма Уоллеса Денслоу, который занимался художественным оформлением романа Баума. Художник по костюмам Сьюзан Хилферти создала около 200 костюмов в псевдостилистике «эдвардианской эпохи», а художник по свету Кеннет Познер использовал более восьми сотен отдельных источников света, расставленных в пятидесяти четырёх точках сцены. К апрелю 2003 года была завершена подготовка к премьере. Премьера состоялась 28 мая 2003 года в театре Curran Theatre в Сан-Франциско. После официального открытия пробная постановка мюзикла шла в нескольких театрах Сан-Франциско до 29 июня.
Реакция аудитории оказалась преимущественно положительной, в то время как критики хвалили художественное и зрелищное оформление шоу, но дали негативную оценку либретто, музыкальному сопровождению и хореографии. Деннис Харви из Variety положительно отозвался об «аккуратно организованной», «стильно оформленной» и «с умом распределенной» постановке, но покритиковал «посредственность» либретто, «избитость» текстов и «обыденность» музыки. Карен Д’Соуза из San Jose Mercury News в своей рецензии писала: «Превосходство формы над содержанием — основная тема в этом Изумрудном городе. Настоящие звёзды шоу — сверкающий дизайн сцены Юджина Ли и причудливые костюмы Сьюзан Хилферти». На основе отзывов творческая группа провела значительную работу по изменению некоторых моментов перед тем, как перенести постановку на Бродвей. Уинни Хольцман заявила: «Стивен [Шварц] разумно настаивал на том, что у нас есть три месяца для того, чтобы переписать сценарий в период между закрытием постановки в Сан-Франциско и временем, когда мы должны были вернуться к репетициям в Нью-Йорке. Это было решающим». Несколько деталей либретто претерпели изменения, а также несколько музыкальный партий, в частности, была удалена композиция «Which Way is the Party?», дебютная песня персонажа Фиеро, которая была заменена на «Dancing Through Life» из-за опасений Шварца, что первая недостаточно явно отражает взгляды Фиеро на жизнь. Помимо этого, была проблема, связанная с тем, что Эльфаба в исполнении Мензель останется в тени Глинды в исполнении Ченовет, а потому создатели занялись более детальной проработкой персонажа Эльфабы с целью сделать его более харизматичным. Говоря о пересмотре некоторых моментов, в частности, либретто и музыки во время подготовки к бродвейской премьере, Шварц отмечал, что большое значение в то время имела реакция критиков Сан-Франциско, конструктивные обзоры которых указывали на недостатки мюзикла, в то время как в Нью-Йорке зачастую отзыв мог быть уже составлен до посещения театра. Премьера мюзикла на Бродвее состоялась 30 октября 2003 года.

## Сюжет

### Акт I
Спектакль начинается с окончания романа «Удивительный Волшебник из страны Оз». Глинда, Добрая Волшебница, сообщает жителям страны Оз известия о гибели Злой Западной Ведьмы («No One Mourns The Wicked»). Глинда рассказывает озианцам историю рождения Ведьмы, о том, как та была зачата матерью — женой губернатора Страны Жевунов — от приезжего торговца и родилась с зелёной кожей, потому что мать во время беременности потребляла некий зелёный эликсир, проданный ей любовником. Губернатор, увидев зеленокожую дочь, немедленно от неё отказался. Глинда неохотно признаётся, что она и Ведьма когда-то были подругами, и действие переносится в Университет Шиз, во времена, когда она там училась и впервые встретилась с Ведьмой.
В университет Шиз прибывают Галинда Аплэнд и дочери губернатора Страны Жевунов Эльфаба и Нессароза Торпы («Dear Old Shiz»). Отец преподносит любимой Нессарозе (девушке в инвалидном кресле) серебряные туфельки и наставляет зеленокожей Эльфабе заботиться о сестре. Эльфаба безуспешно пытается познакомиться со студентами, а директриса университета, мадам Моррибль, берёт Нессарозу под свою опеку. Эльфаба выступает против этого, и попытка мадам увести Нессарозу оканчивается неудачей — Эльфаба проявляет свой магический дар. Моррибль обещает, что она примет Эльфабу в класс волшебства и устроит ей встречу с Волшебником; оставшись одна, Эльфаба мечтает об этой встрече и о том, как Волшебник, оценив её магический дар, избавит её от зелёного цвета кожи («The Wizard And I»).
Соседкой Эльфабы по комнате оказывается Галинда, отношения с которой изначально не задаются — в своих первых письмах домой обе описывают, какое неподдельное отвращение они испытывают друг к другу («What Is The Feeling?»). В классе преподавателя истории доктора Дилламонда (по природе своей — говорящего козла) кто-то написал на доске: «Животные должны быть видны, но не слышны» («Dr. Dillamond’s Class»). Эта фраза портит настроение Дилламонду, он прекращает урок и жалуется Эльфабе на «нечто нехорошее», происходящее в Оз по отношению к говорящим животным («Something Bad»).
Тем временем в Шиз прибывает Фиеро Тиггулар, сын правителя Страны Мигунов («Fiyero»), который быстро располагает к себе студентов, в особенности Галинду («Dancing Through Life»). Фиеро устраивает вечеринку, где студент по имени Бок, безответно влюблённый в Галинду, пытается признаться ей в чувствах. Та отправляет его к Нессарозе, заявив, что на неё произведёт впечатление тот, кто пригласит эту девушку на танец. Нессароза ничего не подозревает — она благодарна Галинде и воспринимает ухаживания Бока за чистую монету, а Боку не хватает духу признаться («We Deserve Each Other»). Друзья Галинды уговаривают её жестоко подшутить над Эльфабой, предложив той надеть уродливую чёрную остроконечную шляпу. В разгар вечеринки появляется мадам Моррибль и объявляет, что, по настоянию Эльфабы, Галинда принята в класс волшебства. Эльфаба, увидев, что студенты смеются над ней, сначала срывает шляпу с головы, но потом надевает обратно и начинает танцевать, а испытывающая неловкость Галинда присоединяется к ней.
Вернувшись в комнату, Галинда предлагает Эльфабе свою дружбу и делится сокровенными планами своего замужества с Фиеро, а Эльфаба рассказывает ей о своей сестре. Галинда объявляет Эльфабу «своим новым проектом», обещая помочь ей стать популярной и всеми любимой девушкой («Popular»).
На следующий день студенты узнают, что доктора Дилламонда увольняют из университета и что вместо него уроки истории будет давать новый профессор, который не любит говорящих животных и держит в клетке львёнка. Разозлённая Эльфаба даёт выход своей магической энергии — все, находящиеся в классе, кроме неё и Фиеро, начинают непроизвольно кружиться, а они хватают клетку и убегают в лес, где выпускают львёнка («The Lion Cub»). Эльфаба понимает, что она испытывает чувства к Фиеро, но признаётся себе в том, что она «не та девушка», которую он выберет («I’m Not That Girl»). В лесу её находит мадам Моррибль и сообщает, что она договорилась о встрече с Волшебником и что Эльфабе срочно нужно отправляться в Изумрудный город.

Нессароза с Боком и Галинда с Фиеро провожают Эльфабу. Бок не сводит влюблённых глаз с Галинды, а Фиеро явно проникся симпатией к Эльфабе. Во время разговора о недавних событиях Галинда объявляет, что она, в знак солидарности с уволенным доктором Дилламондом, изменит своё имя с «Галинда» на «Глинда» (доктор опускал первый гласный звук в её имени) («To The Wizard»). Перед самым отправлением поезда Эльфаба предлагает Глинде отправиться в Изумрудный город вместе («One Short Day»).
На приёме гостей Волшебник устроил представление и не показывал лица, но, увидев, кто пришёл к нему, предстал перед девушками в своём человеческом обличье («A Sentimental Man»). Чтобы испытать магические способности Эльфабы, Волшебник даёт ей старинную книгу Гриммуар и просит её придать его слуге Чистери способность летать. Когда у Чистери вырастают крылья, Волшебник просит Эльфабу проделать то же самое и с остальными Крылатыми Обезьянами, чтобы те могли следить за говорящими животными. Эльфаба понимает, кто стоит за притеснением говорящих животных и что Волшебник, не имея никакой магической силы, хочет использовать её в своих целях. Она хватает Гриммуар и вместе с Глиндой выбегает из зала. Охранники загоняют девушек на чердак; Моррибль (теперь — пресс-секретарь Волшебника) с балкона дворца Волшебника объявляет Эльфабу «злой ведьмой» и призывает всех начать охоту на неё. Игнорируя просьбы Глинды сдаться, Эльфаба читает заклинание: метла, подпиравшая вход на чердак, летит к ней в руки, и Эльфаба, оставив Глинду, на метле вылетает из дворца («Defying Gravity»).

### Акт II
Спустя несколько лет Глинда, мадам Моррибль и Фиеро сделали карьеру в Изумрудном городе. Фиеро, став капитаном стражи, объявил о помолвке с Глиндой, получившей прозвище Добрая ведьма. Тогда же рождается слух о том, что душа Злой ведьмы настолько грязна, что только чистая вода может растопить её («Thank Goodness/I Couldn’t Be Happier»).
Тем временем Эльфаба узнаёт, что её отец умер и новым губернатором страны Жевунов стала Нессароза, которая по-прежнему вместе с Боком («Elphaba & Nessa Reunite»). Когда Нессароза злится на Эльфабу за то, что та покинула её, та накладывает на её серебряные туфельки заклятие, делая их рубиновыми. Нессароза делает свои первые самостоятельные шаги. Прибежавший Бок кричит Злой ведьме, что её сестра такая же злая, как и она, — чтобы удержать его рядом с собой, губернатор лишила жевунов права выезда из страны. Бок заявляет, что теперь ей не нужна его помощь, и он может пойти и признаться в своих чувствах Глинде, поскольку он «давно отдал ей своё сердце», однако Нессароза выхватывает у Эльфабы Гриммуар и читает заклинание. Неумелое колдовство приводит к тому, что сердце Бока начинает исчезать. Эльфаба исправляет ошибку сестры, накладывая на Бока заклятие, позволяющее ему жить без сердца. Бок засыпает, а Нессароза соглашается с его словами о том, что она такая же злая, как и её сестра («The Wicked Witch of the East»). Когда Бок просыпается и встаёт из кресла, видно, что он стал Железным Дровосеком.
Эльфаба проникает во дворец Волшебника, чтобы освободить Крылатых Обезьян. Волшебник предлагает Эльфабе забыть прежнюю вражду («Wonderful»), но Эльфаба готова принять его предложение только при условии освобождения Крылатых Обезьян. Волшебник выполняет эту просьбу, но Эльфаба замечает, что одна обезьяна не улетает. Она обнаруживает доктора Дилламонда, ставшего обыкновенным козлом. Эльфаба пытается сбежать, но Волшебник зовёт Фиеро и его людей. Вспомнив про слухи о чистой воде, Фиеро отсылает стражников за водой. Фиеро объявляет появившейся Глинде, что он выбирает Эльфабу и уходит с ней. Волшебник предлагает Глинде сделать глоток из бутылочки с зелёным эликсиром, но та отказывается. Чтобы выманить Эльфабу, ведомая обидой Глинда предлагает мадам Моррибль распустить слух, что с Нессарозой случилась беда, однако Моррибль, убеждённая, что Эльфаба не поверит слухам, намеревается устроить настоящую трагедию с Нессарозой.
В лесу Эльфаба и Фиеро признаются друг другу в любви («As Long As You’re Mine»). Фиеро предлагает укрыться в его замке, но Эльфаба слышит шум и видит, как по небу летит дом («Dorothy Arrives»). Она чувствует, что сестре грозит опасность, и спешит ей на помощь. Дом Дороти падает на Нессарозу. Глинда провожает Дороти и Тотошку в путь по Дороге из Жёлтого Кирпича, отдав девочке рубиновые туфельки Нессарозы. Оставшись одна, Глинда скорбит по Нессарозе, а появившаяся Эльфаба ругает Глинду за то, что та отдала туфельки — единственное, что ей оставалось в память о сестре. Глинда выдаёт, что она знала о грозящей беде. Стража хватает обеих, но Фиеро, держа Глинду на мушке, приказывает им освободить Эльфабу. Эльфаба убегает, а Фиеро сдаётся страже, которая привязывает его к жерди и уносит на кукурузное поле пытать о местонахождении Эльфабы.
Эльфаба в замке Фиеро читает заклинание, которое делает его невосприимчивым к боли, и клянётся, что раз ни одно доброе дело не остаётся безнаказанным, то она больше никогда не совершит добрых дел («No Good Deed»). Тем временем Дороти вместе с соломенным пугалом Страшилой, Боком — теперь Железным Дровосеком — и Трусливым Львом отправляются уничтожить Эльфабу («March of the Witch Hunters»). Эльфаба берёт Дороти в плен и пытается заставить её отдать рубиновые туфельки Нессарозы. В замок прибывает Глинда, чтобы предупредить о приказе Моррибль. Прилетает Чистери, принёсший письмо от Фиеро. Эльфаба, прочитав его, говорит Глинде, что Фиеро превратился в соломенное пугало — Страшилу. Эльфаба решает сдаться. Она приносит ведро воды и вручает Гриммуар Глинде, взяв с той обещание, что она никогда не будет пытаться обелить её имя, поскольку тогда народ ополчится против неё и восторжествует зло, которое представляют Волшебник и Моррибль. Подруги расстаются навсегда («For Good»).
Глинда прячется, а Эльфаба сдаётся толпе. Дороти выливает на неё ведро воды, и Эльфаба тает с пронзительным криком. Чистери отдаёт Глинде флакончик с зелёным эликсиром, который Эльфаба всегда носила с собой в память о матери («Elphaba’s Demise»). В замке она демонстрирует флакон Волшебнику, и становится ясно, кто был настоящим отцом Эльфабы. Глинда приказывает Волшебнику покинуть страну Оз, а Моррибль — поместить под арест. Оставшись одна, Глинда садится в воздушный шар и летит к ликующей толпе, с которой началась первая сцена мюзикла.
Удостоверившись, что все поверили в смерть Эльфабы, Фиеро-Страшила приходит в свой замок и открывает чулан, из которого выходит Эльфаба, живая и невредимая. Эльфаба хочет рассказать Глинде, что она жива, но Фиеро заверяет её, что для всеобщей безопасности лучше оставить всё, как есть, и вместе с ней покидает замок («Finale»).

## Главные персонажи
| Персонаж         | Описание                                                                                               | Исполнитель роли в оригинальной бродвейской постановке | Исполнитель роли в текущей бродвейской постановке | Исполнитель роли в оригинальной британской постановке | Исполнитель роли в текущей британской постановке |
| ---------------- | --- | ------------------------------------------------------ | ------------------------------------------------- | ----------------------------------------------------- | ------------------------------------------------ |
| Эльфаба          | Девушка-изгой с зелёной кожей, позже — Злая Ведьма Запада                                              | Идина Мензель                                          | Кристина Дуайер                                   | Идина Мензель                                         | Виллемайн Веркайк                                |
| Глинда (Галинда) | Стереотипная привлекательная блондинка, позже — Добрая Ведьма Севера                                   | Кристин Ченовет                                        | Дженни Барбер                                     | Хелен Дэллимор                                        | Саванна Стивенсон                                |
| Фиеро            | Привлекательный молодой человек, однокурсник и романтический интерес главных героинь, позже — Страшила | Норберт Лео Бутц                                       | Джастин Гуарини                                   | Адам Гарсия                                           | Джереми Тэйлор                                   |
| Волшебник        | Правитель-тиран страны Оз                                                                              | Джоэл Грей                                             | П. Дж. Бенджамин                                  | Найджел Плэнер                                        | Мартин Эллис                                     |
| Мадам Моррибль   | Директриса Университета Шиз                                                                            | Кэрол Шелли                                            | Мэри Теста                                        | Мириам Маргулис                                       | Сью Келвин                                       |
| Нессароза        | Сестра Эльфабы, передвигающаяся в инвалидном кресле                                                    | Мишель Федерер                                         | Кэтрин Шарлебуа                                   | Кэти Роули Джонс                                      | Кэти Роули Джонс                                 |
| Бок              | Студент университета, влюблённый в Глинду, позже — Железный Дровосек                                   | Кристофер Фитцжеральд                                  | Майкл Вартелла                                    | Джеймс Гиллан                                         | Сэм Лаптон                                       |
| Доктор Дилламонд | Профессор Университета Шиз, имеющий внешний вид козла                                                  | Уильям Йоманс                                          | К. Тодд Фриман                                    | Мартин Болл                                           | Пол Кларксон                                     |

## Музыкальные номера
| Act I - «No One Mourns the Wicked» — Глинда и жители страны Оз - «Dear Old Shiz» — Галинда и студенты университета - «The Wizard and I» — мадам Моррибль и Эльфаба - «What is this Feeling?» — Галинда, Эльфаба и студенты университета - «Something Bad» — доктор Дилламонд и Эльфаба - «Dancing Through Life» — Фиеро, Галинда, Бок, Нессароза, Эльфаба и студенты университета - «Popular» — Галинда - «I’m Not that Girl» — Эльфаба - «One Short Day» — Эльфаба, Глинда и жители Изумрудного города - «A Sentimental Man» — Волшебник - «Defying Gravity» — Глинда, Эльфаба и жители страны Оз | Act II - «Thank Goodness» — Глинда, мадам Моррибль и жители страны Оз - «The Wicked Witch of the East» — Эльфаба, Нессароза и Бок - «Wonderful» — Волшебник и Эльфаба - «I’m Not that Girl» (реприза) — Глинда - «As Long as You’re Mine» — Эльфаба и Фиеро - «No Good Deed» — Эльфаба - «March of the Witch Hunters» — Бок и жители страны Оз - «For Good» — Глинда и Эльфаба - «Finale» — все персонажи |

## Постановки

### Оригинальная бродвейская постановка
Официальный дебют для широкой публики состоялся 10 июня 2003 года в Curran Theatre в Сан-Франциско. В актёрский состав вошли Кристин Ченовет в роли Глинды, Идина Мензель в роли Эльфабы, Роберт Морс в роли Волшебника, Норберт Лео Бутц в роли Фиеро, Мишель Федерер в роли Нессарозы, Кэрол Шелли в роли мадам Моррибль, Джон Хортон в роли доктора Дилламонда и Кирк Макдональд в роли Бока. Стефани Джей Блок была принята в качестве заменяющей актрисы на роль Эльфабы. Серия предварительных постановок завершилась 29 июня 2003 года, а 8 октября, после нескольких месяцев работы над деталями, был дан предпоказ в бродвейском «Гершвин». Официальная премьера мюзикла в Нью-Йорке состоялась 30 октября. Сохранилась бо́льшая часть актёрского состава, за исключением Роберта Морса, которого заменил Джоэл Грей, Джона Хортона, которого в роли доктора Дилламонда заменил Уильям Йоманс, и Кирка Макдональда, вместо которого роль Бока получил Кристофер Фитцжеральд. В качестве резервных актрис на роль Эльфабы и Глинды к составу присоединились Эден Эспиноса и Лаура Белл Банди соответственно. За восьмилетний период бродвейских спектаклей главные роли исполняли множество различных актёров.

### Другие североамериканские постановки
Первый тур в рамках США и Канады стартовал в 2005 году в Торонто. Стефани Джей Блок должна была открыть турне в роли Эльфабы 8 марта 2005 года, но получила травму на одной из репетиций, где её временно заменила Кристи Кейтс. Премьера спектакля была отложена до 25 марта, когда Блок вернулась на сцену. Официальное открытие турне состоялось 31 марта. В первом туре по Северной Америке восьмерых главных героев сыграло большое количество актёров. Второй тур стартовал в 2009 году; предпоказ прошёл в Форт-Майерсе, Флорида, 7 марта 2009 года, а официальная дата старта приходится на 12 марта.
Успех первых двух туров сподвиг театры Чикаго, Лос-Анджелеса и Сан-Франциско заняться постановкой собственных версий мюзикла. Хотя мюзикл уже побывал в Чикаго во время первого турне с 29 апреля по 12 июня 2005 года, именно их постановка стала первой небродвейской версией «Злой». Премьера состоялась уже на следующий день после завершения гастролей бродвейской постановки; в главных ролях появились Ана Гастер в роли Эльфабы, Кейт Рендерс в роли Глинды, Ронди Рид в роли мадам Моррибль, Кристофер Кусик в роли Фиеро, Телли Ленг в роли Бока, Хайдти Кеттеннинг в роли Нессарозы и Джин Вейгант в роли Волшебника. В качестве заменяющих актёров в состав вошли Кристи Кейтс, Ди Росколи и Лиза Брешиа в роли Эльфабы; Эрика Маккей, Кейт Фарнер и Энналейт Эшфорт в роли Глинды; Брэд Брасс в роли Фиеро; Барбара Робертсон в роли мадам Моррибль; Уильям Йоманс в роли доктора Дилламонда.. С 1 декабря 2010 года по 23 января 2011 года по специальному соглашению мюзикл вернулся в Чикаго, в рамках которого некоторые актёры, участвовавшие в предыдущих чикагских постановках, повторили свои роли.
В Лос-Анджелесе мюзикл дебютировал 10 февраля 2007 года, а официальная премьера состоялась 21 февраля. 11 января 2009 года, после 791 спектакля, постановка завершилась, а 30 ноября 2011 года по 22 января 2012 года гастрольный тур вернулся в Лос-Анджелес.
Помимо этого, «Злая» официально дебютировала в Сан-Франциско в собственной постановке театра Orpheum Theatre 6 февраля 2009 года. Многие заменяющие актёры, занятые в Лос-Анджелесе, вошли в основной состав в Сан-Франциско. Всего было давно 672 спектакля, финальный из которых состоялся 5 сентября 2010 года.

### Британская постановка
Предпоказ британской версии мюзикла состоялся 7 сентября 2006 года, а премьера прошла 27 сентября в театре Apollo Victoria Theatre; финальная постановка была запланирована на 27 апреля 2013 года. Так как адаптация рассчитана на британскую аудиторию, в неё были внесены небольшие изменения, затронувшие диалоги, хореографию и спецэффекты. Большинство внесённых изменений были использованы и в последующих постановках «Злой». Роль Эльфабы в Вест-Энде сыграла Идина Мензель, которая играла её и в оригинальной бродвейской версии. Помимо неё, в число задействованных актёров вошли Хелен Делимор в роли Глинды, Мириам Маргулис в роли мадам Моррибль, Адам Гарсиа в роли Фиеро, Мартин Болл в роли доктора Дилламонда, Джеймс Гиллан в роли Бока, Кэти Роули Джонс в роли Нессарозы и Найджел Планер в роли Волшебника. Спустя три месяца Мензель заменила Кэрри Элис, а после того, как Элис была задействована на Бродвее, роль Эльфабы получила Алексия Кадиме, ставшая первой темнокожей женщиной, исполнившей роль Злой Ведьмы Запада. 27 сентября 2011 мюзикл отметил своё пятилетие, дав юбилейный спектакль с бывшими актёрами Вест-Энда

### Международные постановки
Сокращённая тридцатиминутная версия мюзикла была поставлена при участии компании Universal Studios Japan в Осаке, Япония. Роль Эльфабы сыграла австралийская актриса Джемма Рикс, а Тейлор Джордан и Джиллиан Гиачи стали заменяющими. Премьера состоялась 12 июля 2006 года, а сюжетная линия была частично изменена: перед первым актом присутствовал дополнительный сюжет, в котором не было Бока, мадам Моррибль, Фиеро и доктора Дилламонда, а также были незначительно изменены декорации и костюмы. Последний спектакль состоялся 11 января 2011 года. Первая не англоязычная постановка состоялась в Токио, Япония, 17 июня 2007 года и продолжалась вплоть до 6 сентября 2009 года, а спустя месяц после закрытия была перенесена в Осаку, где шла до 13 февраля 2011 года. Позже мюзикл вновь переехал ещё дважды: в Фукуока, где шёл со 2 апреля по 28 августа 2011 года, и в Нагоя, где идёт с 23 сентября того же года.
В Германии название мюзикла было изменено на «Злая: Ведьмы из страны Оз» (нем. Wicked: Die Hexen von Oz); премьера состоялась 1 ноября 2007 года, а официальный старт — 15 ноября в Штутгарте. Вилимиен Веркаик сыграла Эльфабу, Люси Шеррер — Глинду, Марк Сейберт — Фиеро, Ангелика Ведеркинд — мадам Моррибль, Николь Радешинг — Нессарозу, Стефан Стара — Бока, Майкл Гюнтер — доктора Дилламонда, а Карло Лаубер сыграл Волшебника. 29 января 2010 года постановка была закрыта и перенесена в Оберхаузен, где предварительные постановки начались 5 марта 2010 года в театре Metronom Theater, где старт состоялся 8 марта 2010 года. Вилимиен Веркаик вернулась в роли Эльфабы, Джоана Фи Вюртц появилась в роли Глинды, Барбара Раугнегер — мадам Моррибль, Матиас Эндерборн — Фиеро, Джанин Типпл — Нессарозу, Дэн Дарманин — Бока, Томас Виссман — доктора Дилламонда, а Карло Лаубер получил роль Волшебника. Веркаик оставила роль Эльфабы 27 февраля 2011 года после более чем трёхлетнего участия в качестве лидирующей актрисы в обеих немецких постановках; её сменила Роберта Валентини. Последний спектакль в Оберхаузене состоялся 2 сентября 2011 года.
Предварительная постановка в Австралии началась с 27 июня 2008 года, а премьера состоялась 12 июля года в театре Regent Theatre в Мельбурне. Аманда Харрисон и Люси Дюрак сыграли Эльфабу и Глинду соответственно; Мэгги Киркпатрик сыграла мадам Моррибль, Роб Гест исполнил роль Волшебника, Роб Миллс — Фиеро, Энтони Каллеа — Бока, Пенни Макнемми — Нессарозы и Родни Добсон — доктора Дилламонда. Когда актёр Роб Гест скоропостижно скончался от инсульта 2 октября 2008 года, роль Волшебника получил Берт Ньютон шесть недель спустя. Кармен Кьюсак участвовала ещё в первом турне по США и в чикагской постановке в качестве заменяющей актрисы, однако её дебют в роли Эльфабы состоялся именно в Австралии, когда она временно заменила Аманду Харрисон, отправившуюся в продолжительный отпуск, а после уступила место Джемме Рикс. Всего в Мельбурне было давно 464 спектакля, последний из которых состоялся 9 августа 2009 года, после чего мюзикл переехал в сиднейский Capitol Theatre. Официальное открытие состоялось 12 сентября 2009 года с тем же актёрским составом, что и в Мельбурне, за исключением Энтони Каллеа, которого в роли Бока заменил Джеймс Д. Смит, и с вернувшейся Амандой Харрисон. Постановки завершились 26 сентября 2010 года после 412 выступлений и 8 предпоказов.
После успешного сезона в Мельбурне и Сиднее в театре Lyric Theatre культурного центра QPAC в Брисбене стартовал австралийский тур. После двухнедельного перерыва из-за наводнения в Квинследе турне продолжилось с 25 января по 2 апреля 2011 года. Затем мюзикл был поставлен в Аделаиде, где шёл с 14 апреля по 4 июня, и, переехав в Перт 19 июня, продолжался там до 11 сентября 2011 года, завершив более чем трёхлетний период постановок в Австралии. В актёрский состав вошли участники сиднейской постановки, к которым присоединился только один новичок — Дэвид Харрис, получивший роль Фиеро.
Второе переложение оригинала, отличающееся от версии Бродвея, дебютировало в Копенгагене, Дания, 12 января и было доступно зрителям до 29 мая 2011 года в Новом театре.
Голландскоязычная постановка началась в Circus Theater, Схевенинген, Нидерланды с предпоказа 26 октября 2011 года. Вилимиен Веркаик, уже игравшая роль Эльфабы в немецких постановках, снова появилась в спектакле, став первой актрисой, которая исполнила роль Эльфабы на двух языках.
С 7 декабря 2011 по 29 января 2012 года мюзикл был поставлен в Сингапуре, где первая постановка открылась в театре Grand Theater бухты Марина Бэй Сэндс, ранее принимавшем мюзикл «Король Лев». Среди других подтверждённых дат находятся Сеул и Тайбэй, а также Новая Зеландия в 2013 году, где роль Эльфабы снова сыграет Джемма Рикс, а роль Глинды — Сьюзи Мэтерс, которая в австралийской постановке была только заменяющей актрисой.

## Музыка

### Музыкальный анализ
Работа над саундтреком началась в 1998 году, после прочтения Шварцем книги Магвайера. Музыкальное сопровождение «Злой» неразрывно связано с разворачивающимися событиями на сцене, будучи, таким образом, более похожим на партитуры опер и саундтреков к фильму. В то время как для каждой отдельной песни в звуковом сопровождении чаще всего используются новые мотивы и мелодии с небольшими совпадениями, Шварц ввёл ряд лейтмотивов на протяжении всего мюзикла. Работая над мотивами, он вдохновлялся творчеством композитора Джула Стайна — одного из самых известных сторонников лейтмотивов в музыкальном сопровождении бродвейских мюзиклов. Некоторые из них обозначают иронию — например, когда Галинда дарит Эльфабе остроконечную шляпу во время исполнения «Dancing Through Life», или тема «What Is This Feeling?», исполнявшаяся несколькими сценами ранее, в которой Эльфаба и Глинда выразили обоюдную неприязнь. Первая версия «What Is This Feeling?», готовая осенью 2002 года, представляла собой похожую на вальс мелодию, контрастирующую с текстом, изображающим отвращение и переходящим в иронию. Позже Шварц переписал мелодию по просьбе режиссёра, который счёл её недостаточно сильной для первого акта.
На всём протяжении мюзикла присутствуют две музыкальные темы. Хотя Шварц редко использует мотивы или мелодии из своих предыдущих работ, первая, тема Эльфабы, перекочевала из рок-оперы The Survival of St. Joan, где он работал музыкальным руководителем: «Мне всегда очень нравилась эта мелодия, и я никак не мог понять, что же с ней делать», — сказал он в интервью 2004 года. Тема Эльфабы содержит в себе в том числе отголоски Рахманинова (первые аккорды в «No One Mourns the Wicked»). Шварц отмечал карандашом приходившие на ум фрагменты разных мелодий во время прочтения того или иного отрывка книги, в том числе вспомнив композицию, написанную им в 1971 году. Меняя инструменты, исполняющие мотив в каждом случае, Шварц делает возможным передачу различного настроения посредством одной мелодии. В увертюре мелодию исполняет секция медных духовых инструментов под мощный аккомпанемент перкуссии. Результат таков, что, по словам Шварца, кажется «будто гигантская тень наполняет вас ужасом». Однако, будучи сыгранной на фортепиано и бас-гитаре в «As Long As You’re Mine», та же самая прогрессия становится основой для романтического дуэта. А с новым текстом и изменённой бридж-секцией она же формирует ядро песни «No One Mourns the Wicked» и её репризы.
Шварц использует тему «Unlimited» как второй основной мотив, красной нитью проходящий через всю партитуру. Несмотря на то, что тема не представлена в виде отдельной песни, она появляется в качестве интерлюдии в нескольких номерах. Чтобы отдать должное Гарольду Арлену, написавшему саундтрек к экранизации 1939 года, композитор включил первые семь нот песни «Over The Rainbow» в мелодию «Unlimited». Шварц использовал это как скрытую шутку, поскольку, «согласно законодательству об авторском праве, когда вы добираетесь до восьмой ноты, могу прийти люди и сказать „о, ты украл нашу мелодию“, и, разумеется, всё это скрыто ещё и тем, что абсолютно отличается ритмически. И также гармонизованно абсолютно иначе… Поверх иного аккорда и так далее, но это все ещё первые семь нот „Somewhere Over the Rainbow“». Шварц ещё сильнее скрыл происхождение мотива, сделав его минорным в большинстве ситуаций. Это также создаёт контраст в песнях, в которых данная мелодия формирует какую-либо отдельную часть, как, например, в «Defying Gravity», которая главным образом написана в тональности Ре-бемоль мажор. Тем не менее, в песне «The Wicked Witch of the East», когда Эльфаба наконец-то использует своё могущество, чтобы вернуть сестре способность ходить, тема «Unlimited» играется в мажорной тональности.

### Альбом
16 декабря 2003 года компания Universal Music выпустила записи актёрского состава оригинальной бродвейской постановки. На записи присутствуют все песни, которые можно было услышать во время выступлений, за исключением репризы «The Wizard and I» и «The Wicked Witch of the East». Короткая реприза песни «No One Mourns the Wicked», открывающая второй акт, присоединена к началу «Thank Goodness». Музыка была аранжирована Стефаном Оремусом, который также был дирижёром и музыкальным руководителем, и Джеймсом Линном Эбботом, а оркестровки были выполнены Уильямом Дэвидом Броном. В 2005 году запись получила «Грэмми» в категории «Лучший альбом-саундтрек к музыкальному шоу» и 30 ноября 2006 года получила статус платиновой от ассоциации RIAA. Альбом получил дважды платиновый статус 8 ноября 2010 года.
| №   | Название                      | Исполнитель                                                                                                | Длительность |
| --- | ----------------------------- | --- | ------------ |
| 1.  | «No One Mourns the Wicked»    | Кристин Ченовет, Шон Маккорт, Кристин Кэндлер, Иэн Ньюбергер и актёрский состав                            | 6:40         |
| 2.  | «Dear Old Shiz»               | Кристин Ченовет и актёрский состав                                                                         | 1:26         |
| 3.  | «The Wizard and I»            | Идина Мензель, Кэрол Шелли                                                                                 | 5:09         |
| 4.  | «What is this Feeling?»       | Кристин Ченовет, Идина Мензель и актёрский состав                                                          | 3:32         |
| 5.  | «Something Bad»               | Уильям Йоманс, Идина Мензель                                                                               | 1:39         |
| 6.  | «Dancing Through Life»        | Норберт Лео Бутц, Кристин Ченовет, Кристофер Фитцжеральд, Мишель Федерер, Идина Мензель и актёрский состав | 7:37         |
| 7.  | «Popular»                     | Кристин Ченовет                                                                                            | 3:44         |
| 8.  | «I'm Not that Girl»           | Идина Мензель                                                                                              | 2:58         |
| 9.  | «One Short Day»               | Кристин Ченовет, Идина Мензель и актёрский состав                                                          | 3:03         |
| 10. | «A Sentimental Man»           | Джоэл Грей                                                                                                 | 1:15         |
| 11. | «Defying Gravity»             | Кристин Ченовет, Идина Мензель и актёрский состав                                                          | 5:53         |
| 12. | «Thank Goodness»              | Кристин Ченовет, Кэрол Шелли и актёрский состав                                                            | 6:22         |
| 13. | «Wonderful»                   | Джоэл Грей, Идина Мензель                                                                                  | 4:57         |
| 14. | «I'm Not that Girl (реприза)» | Кристин Ченовет                                                                                            | 0:49         |
| 15. | «As Long as You're Mine»      | Идина Мензель, Норберт Лео Бутц                                                                            | 3:45         |
| 16. | «No Good Deed»                | Идина Мензель                                                                                              | 3:31         |
| 17. | «March of the Witch Hunters»  | Кристофер Фитцжеральд и актёрский состав                                                                   | 1:30         |
| 18. | «For Good»                    | Идина Мензель, Кристин Ченовет                                                                             | 5:06         |
| 19. | «Finale»                      | Кристин Ченовет, Идина Мензель и актёрский состав                                                          | 1:41         |

| №  | Название                                                            | Исполнитель                       | Длительность |
| -- | ------------------------------------------------------------------- | --------------------------------- | ------------ |
| 1. | «For Good»                                                          | Лиэнн Раймс и Дельта Гудрем       | 4:15         |
| 2. | «I'm Not that Girl»                                                 | Керри Эллис                       | 3:49         |
| 3. | «Making Good»                                                       | Стефани Джей Блок и Стивен Стюарт | 4:00         |
| 4. | «Solang Ich Dich Hab» (англ. As Long as You're Mine)                | Виллимиен Веркаик и Марк Сейберт  | 3:47         |
| 5. | «Gutes Tun» (англ. No Good Deed)                                    | Виллимьен Веркаик                 | 3:33         |
| 6. | «Jinnsei Wo Odori-Akase» (англ. Dancing Through Life)               | Ли Тао и актёрский состав         | 7:37         |
| 7. | «Popyuraa» (англ. Popular)                                          | Миюки Нумао                       | 3:45         |
| 8. | «Defying Gravity» (Dance Mix — Tracy Young Flying Monkey Radio Mix) | Идина Мензель                     | 3:44         |

Специальное издание, посвящённое пятилетней годовщине выхода записи актёрского состава оригинальной бродвейской постановки, было выпущено 28 октября 2008 года и включало в себя дополнительный диск, на котором были представлены композиции в исполнении актёрских составов из Японии и Германии. Также на дополнительном диске были представлены песня «Making Good», спетая Стефани Джей Блок под аккомпанемент Шварца на пианино, которую позже заменили песней «The Wizard and I», песня Керри Эллис «I’m Not that Girl» (в которой сыграл на гитаре Брайан Мэй), танцевальный микс «Defying Gravity» от Мензель и «For Good», спетая Лиэнн Раймс и Дельтой Гудрем.
Немецкая запись, произведённая в Штутгарте, была выпущена 7 декабря 2007 года, список песен и аранжировки были идентичны бродвейской записи. Запись оригинального токийского состава из Японии была выпущена 23 июля 2008 года.

## Реакция

### Отзывы критиков
Бродвейская постановка была представлена на суд критиков 30 октября 2003 года и получила смешанные отзывы. Мензель и Ченовет получили практически единогласную похвалу за роли Эльфабы и Глинды. USA Today и Time Magazine оба положительно отозвались о бродвейской постановке «Злой», Ричард Зоглин из Time сказал: «Если бы у каждого мюзикла были мозги, сердце и храбрость „Злой“, Бродвей действительно был бы волшебным местом». Элиса Гарднер из USA Today описала его следующим образом: «Самый полный новый мюзикл, настолько самодостаточный и способный удовлетворить самый взыскательный вкус, я уже давно ждала». Бену Брентли из New York Times, напротив, понравилась постановка, но само шоу он подверг резкой критике и назвал его «проповедью», которая «настолько лезет из кожи вон, что в итоге заметно теряет в силе», с «безликим» музыкальным сопровождением. Он отметил, что роль Глинды настолько эффектна, что в итоге аудитория поддерживает скорее её, чем «поразительно бесцветную» Эльфабу, которая является «наречённой» героиней. Несмотря на такие смешанные отзывы, интерес к мюзиклу быстро распространялся из уст в уста, и в итоге привёл к побившим все рекорды кассовым сборам. В интервью, данном The Arizona Republic в 2006 году, Шварц прокомментировал: «Что я могу сказать? Рецензии есть рецензии… Я знаю, что мы разделили критиков на два лагеря. Мы не разделили аудиторию, вот что важно».
Международные постановки получили схожие по противоречивости отзывы. Британская постановка была встречена несколько более положительно, чем остальные. Большинство критиков по достоинству оценили пышную постановку и «пламенную» игру актрис, исполнявших роли двух ведьм. Несмотря на это, современники охарактеризовали постановку как излишне раздутую, порой проповедническую и страдающую от превосходства суматохи над сутью. Чарльз Спенсер из The Daily Telegraph также описал её как «порой … немного путаную», он похвалил сценарий Хольцмана, охарактеризовал световое оформление шоу, выполненное Кеннетом Познером, как «магическое», похвалил Эльфабу в исполнении Мензель и Глинду в исполнении Хэлен Дэллимор. Майкл Биллингтон из The Guardian дал постановке три звезды из пяти и отметил профессионализм ведущих актёров, но всё же пожаловался на то, что «Злая» был «излишне типичным современным мюзиклом с Бродвея: эффектным, запоминающимся и высокопрофессиональным, но больше похожим на часть некоего промышленного продукта, нежели на что-то, что искренне будоражит ум или сердце». Пол Тейлор из The Independent отозвался о просмотре лондонской постановки крайне негативно, назвав попытку политической аллегории на заданную тему «благонамеренной, но также мелодраматической, бессвязной и ужасно поверхностной». Тейлор негативно отозвался об игре актёров, песнях и либретто и заключил, что «постановке удаётся моментально оставить впечатление излишней раздутости и пустоты».

### Кассовые сборы
С момента своего открытия бродвейская постановка «Злая» неизменно собирала более 1,6 млн долларов еженедельно, что сделало её одним из самых кассовых шоу. Бродвейская версия побила двадцать кассовых рекордов; при стоимости в 14 млн долларов мюзиклу потребовалось 15 месяцев, чтобы покрыть затраты на производство, заработные платы актёрам и другие расходы. Постановка начала приносить прибыль с 21 декабря 2004 года и в первый год заработала более 56 млн долларов. 1 января 2006 года «Злая» побила рекорд, поставленный мюзиклом The Producers, собрав за неделю $1 610 934, тем самым получив наивысшие недельные сборы за всю историю Бродвея. К 4 марта 2007 года лос-анджелесская постановка собрала более 1,7 млн долларов, став самым кассовым театральным шоу в истории города, снова побив рекорд The Producers, установленный в июне 2003 года. Свой собственный рекорд мюзикл побил в ноябре 2006 года, заработав за неделю более 1,7 млн долларов, а уже к Рождеству 2007 года — 1,8 млн. В то же время был достигнут рекордный уровень прибыли в Чикаго — $ 1 418 363, Лос-Анджелесе — $1 949 968 и Сент-Луисе — $2 291 608, а семь постановок по всему миру собрали 11,2 млн. О постановке в Чикаго продюсер Дэвид Стоун рассказал журналу Variety: «Мы предполагали, что она продлится 18 месяцев, в Лос-Анджелесе мы проведём год и шесть месяце в Сан-Франциско. Но продажи оказались настолько высоки, что создатели решили дать ещё один круг гастрольного тура и задержаться в Чикаго». Собственная чикагская постановка собрала в первую неделю более 1,4 млн долларов и неоднократно ставила рекорды по кассовым сборам и стала самым продолжительным мюзиклом в истории Чикаго.
В Чикаго «Злую» посмотрели более 2 млн человек, что позволило кассовым сборам превысить показатель в 200 млн долларов и к июню 2007 года сделать мюзикл самым кассовым в истории Чикаго. В первые два года гастрольных постановок шоу увидело 2,2 млн человек, а прибыль составила более 155 млн с аншлагом практически в каждом посещённом городе. На первые четыре недели спектаклей билеты были полностью распроданы за семь часов, а в Лос-Анджелесе мюзикл поставил рекорд, заработав 2,5 млн долларов за неделю, дав девять постановок в конце декабря 2008 — начале января 2009 года. В течение последней недели, завершившейся 11 января 2009 года, постановка собрала почти 2,3 млн. В общей сложности постановка в Лос-Анджелесе заработала более 145 млн долларов и была просмотрена 1,8 млн зрителей. В неделю, закончившуюся 29 ноября 2009 года, «Злая» стала первым бродвейским шоу, собравшим за неделю более 2 млн, и побила свой собственный рекорд, заработав за неделю 2 125 740 долларов к 3 января 2010 года. Три другие собственные североамериканские постановки — в Сан-Франциско, Провиденсе и Скенектади — установили рекорд по недельным сборам — $ 1 485 692, $ 1 793 764 и $ 1 657 139 соответственно, в результате чего недельные сборы в нескольких городах составили более 7 млн долларов. По словам продюсера из SHN, за время постановки мюзикла в Сан-Франциско его посмотрели более миллиона человек, а общая прибыль составила 75 млн по состоянию на апрель 2010 года. В то время, как на Бродвее «Злую» увидел пятимиллионный зритель 29 сентября 2010 года, уже до окончания года ею было побито ещё несколько рекордов. В неделю, завершившуюся 17 октября 2010 года, мюзикл стал третьим в истории Бродвея, перешагнувшим через цифру в 500 млн долларов общих сборов, и за всё время по количеству проданных билетов занимает десятую строчку. За неделю, начавшуюся 28 ноября 2010 года, постановка заработала $2 150 665 в дополнение к прибыли в $2 228 235 за время рождественских и новогодних каникул.
Как и североамериканские, постановки других стран также собрали внушительную кассу. Хотя театры Вест-Энда не публикуют еженедельные отчёты о прибыли, лондонская постановка «Злой» установила рекорд по сборам за первые семь дней, собрав 761 000 фунтов стерлингов за неделю, закончившуюся 30 декабря 2006. В июне 2008 года создатели мюзикла сообщили, что с момента открытия в сентябре 2006 года в Лондоне постановку увидели 1,4 млн человек, а сборы превысили 50 млн фунтов стерлингов. В отчётах говорилось, что «Злая» устойчиво удерживала позицию одного из самых прибыльных мюзиклов Лондона. За неделю, стартовавшую 27 декабря 2010 года, прибыль превысила 1 млн фунтов стерлингов, что стало абсолютным рекордом Вест-Энда; на девяти спектаклях, данных на этой неделе, присутствовало более 20 тыс. зрителей. Австралийская адаптация мюзикла также отказалась успешной: 24 750 билетов на дебютную постановку в Мельбурне были распроданы за три часа предварительной продажи, а в первый день после официального открытия кассовые сборы составили 1,3 млн долларов. 27 апреля 2009 года количество зрителей шоу перешагнуло отметку в полмиллиона. Когда мюзикл переехал в Сидней, кассовые сборы побили все предыдущие рекорды мюзиклов Capitol Theatre, достигнув отметки почти в 1,5 млн долларов в течение одной недели в октябре 2009 года.
Юбилейная, тысячная постановка «Злой» прошла на Бродвее 23 марта 2006 года. Мюзикл идёт до сих пор и собирает аншлаги; было дано более трёх тысяч спектаклей, что сделало его тринадцатым по количеству спектаклей мюзиклом Бродвея. Несколько других постановок также достигли отметки в тысячу спектаклей, в том числе североамериканское турне 15 августа 2007 года и чикагская постановка — 14 ноября 2007 года. Британская постановка перешагнула отметку в две тысячи, а тысячный спектакль был дан 14 февраля 2009 года, в Австралии — 7 мая 2011 года, и 4 августа 2011 года — вторым североамериканским турне. По состоянию на ноябрь 2011 года североамериканские и международные постановки «Злой» посмотрели около 30 млн зрителей, а общие кассовые сборы составили около 2,4 млрд долларов во всём мире.

### «За изумрудным занавесом»
Успех бродвейской постановки мюзикла привёл к выходу связанного проекта, который получил название «За изумрудным занавесом» (англ. Behind the Emerald Curtain). Автором проекта стал Шон Маккорт, игравший в бродвейской версии нескольких различных персонажей — горожан Изумрудного города, жителей страны Оз, а позже — Волшебника и доктора Дилламонда. Маккорт реализовал идею совместно с Энтони Гейлдом, который также входил в актёрскую труппу Бродвея с 2004 года. Полуторачасовой тур включает в себя экскурсию за кулисы шоу, показ декораций, костюмов и процесса подготовки с комментариями Маккорта и Гейлда. Проект охватил не только бродвейскую постановку, но и постановки в Лос-Анджелесе, Сан-Франциско и Чикаго c постоянно меняющимся актёрским составом.

### Упоминания в популярной культуре
Мюзикл нашёл отражение в популярной культуре. В нескольких телевизионных программах, кинофильмах присутствовали ссылки на шоу, его персонажей и музыкальные номера. Среди таких программ оказались телесериалы «АйКарли», «Братья и сёстры», The War at Home; в эпизоде «Something Wicked This Way Comes» телесериала «Дурнушка» главная героиня Бетти отправляется на одну из постановок. В предыдущем эпизоде, «Brothers», когда Бетти получает билеты на мюзикл, она рассуждает о своей схожести с Эльфабой в статусе изгоя в обществе, где главное красота и популярность. В серии «Donnie Fatso» мультсериала «Симпсоны» Гомер и Мо Сизлак случайно попадают на постановку мюзикла в театре Спрингфилда. В эпизоде «БРАТВей» мультсериала «Южный парк» «Злая» и другие бродвейские мюзиклы, которые смотрят зрители, содержат скрытые сообщения, являющиеся завуалированным призывом к оральному сексу.
Кавер-версия песни «Defying Gravity» прозвучала в эпизоде «Wheels» американского музыкального телесериала «Хор», где двое персонажей — Рейчел Берри (Лиа Мишель) и Курт Хаммел (Крис Колфер) — боролись за право исполнения партии, и Курт, несмотря на то, что она женская, практически получил её, но сознательно сфальшивил в финале. В последнем эпизоде второго сезона, «New York», Курт и Рейчел проникают на сцену «Гершвин», где ставят «Злую», и поют «For Good». Обе песни были выпущены в качестве синглов, а версия в исполнении Криса Колфера вошла в альбом Glee: The Music, Volume 1 и стала первой кавер-версией партии, спетой мужчиной. Помимо этого, в сериале присутствуют неоднократные отсылки к мюзиклу, а любовь Курта и Рейчел к нему отмечена в серии «The Purple Piano Project». Песня «Popular» прозвучала в фильме 2009 года «Добро пожаловать в Зомбилэнд». Актёр и музыкант Джон Бэрроумэн во время своего британского концертного тура в 2008 году спел композицию «The Doctor and I», которая стала слегка изменённой версией «The Wizard and I» и символизировала привязанность его персонажа Джека Харкнесса к Доктору в телесериалах «Доктор Кто» и «Торчвуд». Версия песни «I’m Not that Girl» от певицы Керри Эллис появилась на приуроченном к пятому дню рождения мюзикла альбоме, Эллис, которая исполнила роль Эльфабы в постановке Вест-Энда, записала собственную рок-версию «Defying Gravity». Обе песни спродюсировал британский музыкант Брайан Мэй, и позже они появились в альбоме Wicked in Rock, который вышел в 2008 году, и на дебютном альбоме Керри Эллис, Anthems, в 2010 году. В 2008 году Эллис исполнила «Defying Gravity» на гала-концерте Royal Variety Performance вместе с Мэем, который сыграл на гитаре. Танцевальный ремикс рок-версии «Defying Gravity» вышел в 2011 году. Американский рэпер Дрейк использовал семпл композиции «Popular» в своей песне с тем же названием.
Отсылки к персонажам и песням мюзикла присутствуют в Red Garden, телесериале Passions и графическом романе по мотивам телесериала «Баффи — истребительница вампиров». В трёхсерийном фильме «Заколдованное королевство» (вольной адаптации для телевидения персонажа Железного Дровосека авторства Баума) Ди Джи, которую играет Зоуи Дешанель, обращается к своему отцу «popsicle», что является аналогом «папа» или «папочка» (англ. pop, pappi), аналогично Глинде в «What is this Feeling?». Во втором эпизоде телесериала Huge один из персонажей носит толстовку с надписью «Университет Шиз» (англ. Shiz University). В бродвейском мюзикле Shrek the Musical спародирован финал первого акта «Злой», а один из персонажей, лорд Фаркуад, поёт слегка изменённую партию «Defying Gravity».
В 2011 году бывшая участница актёрского состава Фелиция Риччи выпустила книгу Unnaturally Green о закулисной жизни мюзикла, где описала период работы заменяющей актрисой в постановке Сан-Франциско, кастинг, репетиции и выступления на сцене в роли Эльфабы.

## Награды и номинации
Оригинальная бродвейская постановка в 2004 году была номинирована на премию «Тони» в десяти номинациях, в том числе «Лучший мюзикл», «Лучшее либретто», «Лучшие тексты», «Лучшие оркестровки», «Лучшие декорации», «Лучшие костюмы», «Лучший свет», «Лучший дизайн сцены» и две номинации «Лучшая актриса» для Мензель и Ченовет. Мензель выиграла статуэтку как лучшая актриса, а мюзикл стал победителем в категориях «Лучший дизайн сцены» и «Лучшие костюмы», проиграв мюзиклу Авеню Кью в главных номинациях. В том же году «Злая» завоевала шесть премий «Драма Деск», в том числе в категориях «Лучший мюзикл», «Лучшее либретто», «Лучшие тексты» и «Лучший режиссёр». Мюзикл был номинирован на десять премий «Outer Critics Circle Award» и выиграл четыре из них. Альбом, записанный актёрами оригинальный бродвейской постановки, в 2005 году стал обладателем премии «Грэмми» как «Лучший альбом-саундтрек к музыкальному шоу». С момента своего открытия в 2003 году бродвейская версия мюзикла получила 32 награды из в общей сложности 63-х номинаций и каждый год номинировалась минимум на одну награду.
Последующие постановки также были отмечены несколькими премиями. Североамериканский тур выиграл 12 наград из 14-ти, а отдельная чикагская постановка была номинирована на пять премий Джозефа Джефферсона. Постановка Вест-Энда получила пять номинаций на премию Лоренса Оливье в 2007 году и, хотя не одержала ни одной победы, в 2010 году завоевала статуэтку в категории «Самое популярное шоу». Австралийская постановка была номинирована на премию Роберта Хелпмана в двенадцати категориях и одержала победу в шести из них, в том числе «Лучший мюзикл». «Злая» была названа «Лучшим мюзиклом десятилетия» по версии журнала Entertainment Weekly и «культурным феноменом» по версии издания Variety, а Эльфаба заняла 79 строчку в списке «Сто лучших персонажей за последние 20 лет», составленном Entertainment Weekly.